# بابایی (فیلم ۱۹۱۷)
«بابایی» (انگلیسی: Daddy) یک فیلم بریتانیایی است که در سال ۱۹۱۷ منتشر شد.